# 國立臺灣大學醫學院附設醫院雲林分院
國立臺灣大學醫學院附設醫院雲林分院是位於臺灣雲林縣虎尾鎮的一間綜合醫院，前身為臺灣省立雲林醫院。

## 歷史
1968年奉准興建，1975年正式施工，1976年9月16日臺灣省立雲林醫院正式成立。
1999年7月1日精省改制為行政院衛生署雲林醫院。
2001年7月臺大醫院醫療團隊進駐。
2004年4月1日奉行政院核示，正式改制為國立臺灣大學醫學院附設醫院雲林分院，原於虎尾籌設之雲林分院則規劃為雲林分院虎尾院區。於虎尾院區啟用後改為雲林分院斗六院區。
2005年7月14日國立臺灣大學醫學院附設醫院雲林分院虎尾院區動土，2007年9月啟用，並設置為癌症專科醫院。

### 腳註
1. ↑  王愉悅. . 大紀元. 2020-06-09  [2020-06-26]. （原始内容存档于2020-06-28） （中文（臺灣））.

### 文獻
- 周麗蘭. . 中時新聞. 2019-10-13  [2020-06-26]. （原始内容存档于2020-06-28） （中文（臺灣））.
- 鄭樺. . 大紀元. 2019-12-20  [2020-06-26]. （原始内容存档于2020-06-28） （中文（臺灣））.
- 張雅筑. . 三立新聞. 2020-06-26  [2020-06-26]. （原始内容存档于2020-08-28） （中文（臺灣））.
- 黃淑莉. . 自由時報. 2020-06-26  [2020-06-26]. （原始内容存档于2020-11-29） （中文（臺灣））.

## 外部連結
- 官方网站（页面存档备份，存于）（繁體中文）